# Staré Křečany
Staré Křečany, bis 1946 Starý Ehrenberk, (deutsch Alt Ehrenberg) ist eine Gemeinde im Okres Děčín in Tschechien.

## Geographie

### Geographische Lage
Staré Křečany liegt, an der Mandau, südlich zentral im Schluckenauer Zipfel, der nördlichsten Region der Tschechischen Republik, die in der Hauptsache den tschechischen Anteil des Lausitzer Berglands enthält. Die Mandau fließt zum östlich benachbarten, rund 3 km entfernten Rumburk; Staré Křečany hat in seinen südwestlichen Randgebieten auch eine Grenze zu den südöstlichen Randgebieten der westnordwestlich knapp 20 km entfernten sächsische Stadt Sebnitz und ist damit nominell Grenzort zu Deutschland.

### Gemeindegliederung
Die Gemeinde Staré Křečany besteht aus den Ortsteilen Nové Křečany (Neu Ehrenberg), Brtníky (Zeidler), Panský (Herrnwalde), Kopec (Hemmehübel), Staré Křečany (Alt Ehrenberg) und Valdek (Waldecke). Grundsiedlungseinheiten sind Brtníky, Kopec, Panský I, Panský II, Staré Křečany und Valdek.
Das Gemeindegebiet gliedert sich in die Katastralbezirke Brtníky, Kopec, Panský und Staré Křečany.

### Nachbarorte
| Mikulášovice (Nixdorf), Velký Šenov (Groß Schönau) | Šluknov (Schluckenau)                       |                   |
| Sebnitz                                            | Kompassrose, die auf Nachbargemeinden zeigt | Rumburk (Rumburg) |
| Doubice (Daubitz)                                  | Krásná Lípa (Schönlinde)                    |                   |

## Geschichte
Der Ort wurde 1084 erstmals urkundlich erwähnt. Ab 1850 war er Teil des Gerichtsbezirks Schluckenau. Alt Ehrenberg war einmal der Haupterzeugungsort für Sparteriewaren, ein für die Hutherstellung gebrauchtes Gewebe aus feinen Holzspänen.
Bis 1938 gab es in Alt Ehrenberg eine Abteilung vom Gebirgsverein für das nördlichste Böhmen.

## Verkehr
Staré Křečany besitzt einen Bahnhof an der Bahnstrecke Rumburk–Mikulášovice, der einstigen Nordböhmischen Industriebahn.

## Einwohnerentwicklung
Über den Zeitraum von 1869 bis heute sank die Einwohnerzahl von Staré Křečany stark ab. Dies ist vor allem auf den Bevölkerungsverlust durch die Vertreibung der Deutschen nach dem Zweiten Weltkrieg (tschechisch Odsun) zurückzuführen. 

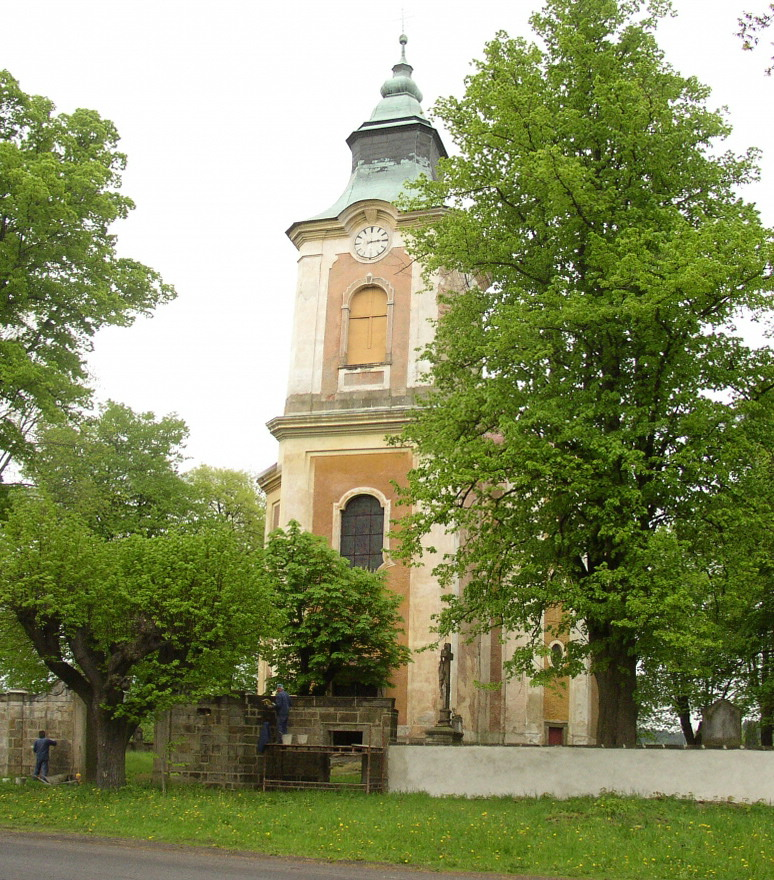
Kirche Johannes Nepomuk

## Söhne und Töchter der Gemeinde
- Paul Cermak (1883–1958), deutscher Physiker, Meteorologe und Hochschullehrer
- Hans Schütz (1901–1982), sudetendeutscher Politiker, geboren in Hemmehübel
- Roland Puhr (1914–1964), SS-Unterscharführer
- František Antonín Bernard (1914–1980), tschechoslowakischer Jagdflieger in Tschechien (1937–1939), Frankreich (1940) und in der RAF (1940–1945), No. 310., 601., 238., 32., 313. Squadron, RAF 1950–1964, seit 2019 mit einer Stehle und Gedenktafel in Staré Křečany geehrt